# Torpedo (gènere)
Torpedo és un gènere de peixos cartilaginosos de l'ordre dels Torpediniformes, coneguts popularment com a tremoloses o vaques. Posseeixen òrgans capaços de produir fortes descarregues elèctriques que l'animal utilitza per a capturar les seves preses i defensar-se.

## Característiques
Aquest peix pot arribar a aconseguir una grandària de 70 cm. Té el cos apllanat, gairebé circular, amb una cua forta. El seu color és marró, variant la tonalitat segons l'espècimen. Pot tenir un xaspeat més o menys marcat. Posseeixen òrgans elèctrics situats en la part inferior, a ambdós costats del cos que es basen en cèl·lules musculars transformades. Es diu que poden generar corrents de fins a 220 volts i 1 amperi. El torpede usa aquests òrgans per a caçar i per a defensar-se.
Existeixen més de 30 espècies de peixos torpede i es poden trobar en tots els mars temperats i tropicals del món. Dos d'elles viuen en el Mediterrani, la vaca comuna (Torpedo torpedo), de la qual es diferencia per cinc taques blaves circulessis, vorejades de groc, en el dors, i la Torpedo nobiliana, que pot aconseguir els 180 cm i és de color uniforme marró fosc, verd fosc o blau fosc.

## Ecologia
En general, tots els peixos torpedes agraden de viure en fons fangós i arenós, podent trobar-se des de la superfície fins a gran profunditat.
És un peix d'activitat essencialment nocturna, romanent enterrat durant el dia en la sorra, de manera que només sobresurtin els ulls i els espiracles.
S'alimenta de crustacis, mol·luscs i petits peixos del fons, als quals captura després de deixar-los fora de combat mitjançant una descarrega elèctrica. Les seves preses són capturades de lluny i engolides senceres.
Són vivípar; després d'un període de gestació de 7 a 10 mesos neixen fins a 32 criatures d'uns 10 cm de llarg.
Alguna vegada hem presenciat com es defensa aquest animal després de ser assetjat. Després d'una insistent persecució el torpede va optar per regirar-se sobre si mateix i, mostrant el ventre al seu perseguidor, efectuar una sèrie de descarregues elèctriques intimidatòries.
En l'època dels romans ja es coneixien les propietats elèctriques dels torpedes i s'empraven per a tractar el reuma (vegeu Història de la fisioteràpia).

## Taxonomia
- Torpedo adenensis
- Torpedo alexandrinsis
- Torpedo andersoni
- Torpedo bauchotae
- Torpedo californica
- Torpedo fairchildi
- Torpedo formosa
- Torpedo fuscomaculata
- Torpedo mackayana
- Torpedo macneilli
- Torpedo marmorata
- Torpedo microdiscus
- Torpedo nobiliana
- Torpedo panthera
- Torpedo peruana
- Torpedo puelcha
- Torpedo semipelagica
- Torpedo sinuspersici
- Torpedo suessii
- Torpedo tokionis
- Torpedo torpedo
- Torpedo tremens